# Wigelis
Wigelis ist ein Gemeindeteil von Lautrach im Landkreis Unterallgäu in Bayern. 1987 hatte der Weiler 12 Einwohner.
Der Ort liegt am Bach Lautrach, jeweils etwa drei Kilometer südlich des Hauptortes Lautrach und nordwestlich von Legau. Im Westen grenzt der baden-württembergische Landkreis Ravensburg mit der Gemeinde Aichstetten und der Stadt Leutkirch im Allgäu an, deren Weiler Rotis im Süden von Wigelis liegt.
In Wigelis befindet sich ein Kleinsägewerk.

## Geschichte

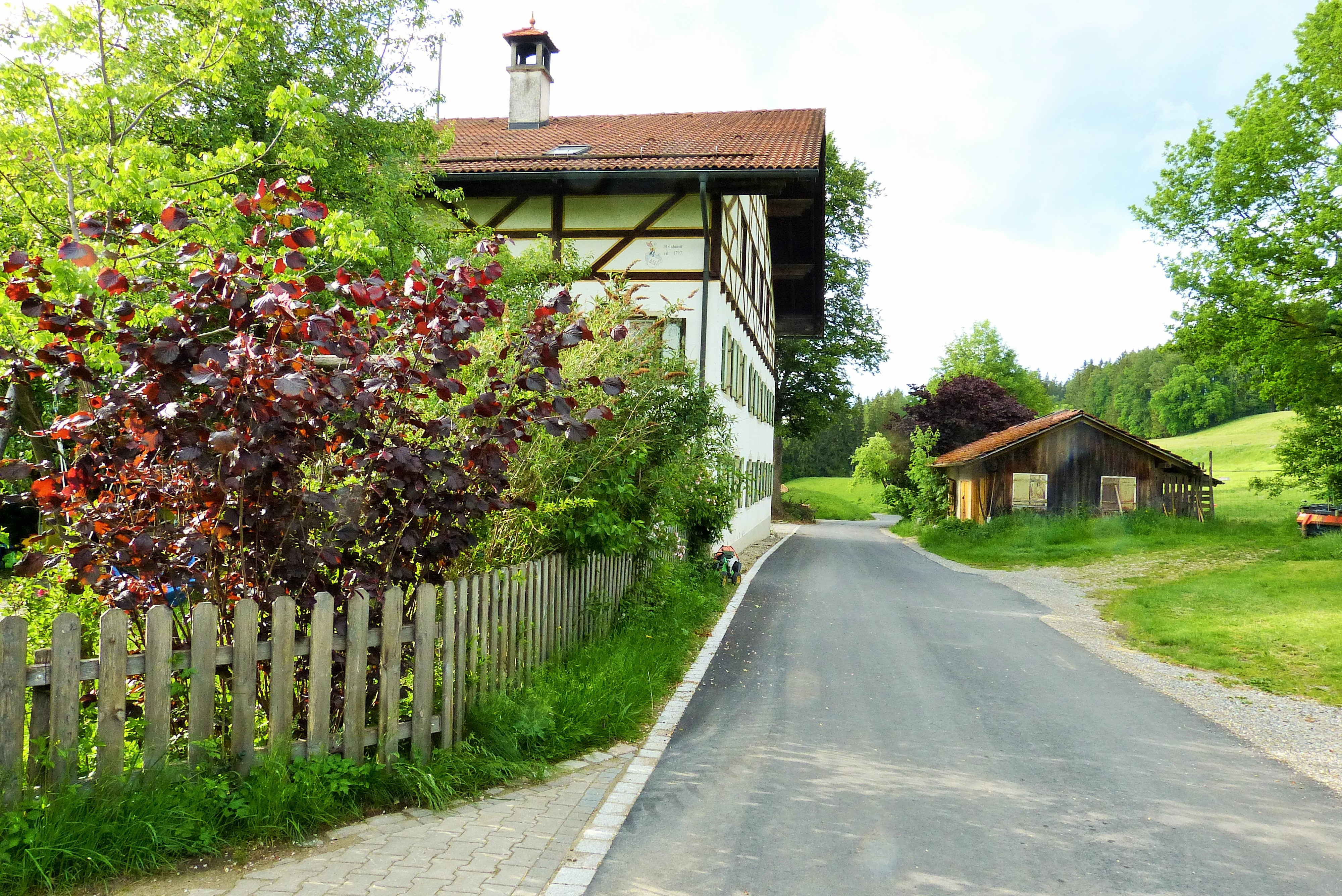
Wigelis 2020

Bereits Anfang des 17. Jahrhunderts bestand dort ein Gut. Noch im Jahr 1832 handelte es sich um eine Einöde.
Einwohnerentwicklung: 18 (1913) – 15 (1961) – 12 (1987).